# Memòria del Món de la UNESCO
El programa Memòria del Món de la UNESCO pretén protegir els béns culturals en perill. L'herència documental reflecteix la diversitat de llengües, persones i cultures. És el mirall del món i de la seva memòria. Però aquesta memòria és fràgil. Cada dia parts irreemplaçables d'aquesta memòria desapareixen per sempre. La UNESCO amb el programa Memòria del Món fa una defensa del valor incalculable dels arxius, biblioteques i diferents col·leccions arreu del món.

## Què és la Memòria del Món?
La UNESCO va crear el programa Memòria del Món l'any 1992. La Memòria del Món és la memòria col·lectiva i documentada dels pobles del món –al seu patrimoni documental- que, també, representa bona part del patrimoni cultural mundial. Dibuixa l'evolució del pensament. La Memòria del Món es troba a les biblioteques, els arxius, els museus i llocs de custòdia arreu del món. Actualment gran part d'aquesta memòria s'ha dispersat i està en perill a causa del trasllat de fons i col·leccions, a les guerres i a altres circumstàncies històriques. La consciència creixent del lamentable estat de conservació del patrimoni documental i el seu deficient accés a diferents parts del món va ser el que va donar l'impuls original a aquest programa.

## Característiques del Programa de Memòria del Món
El programa Memòria del Món aglutina diferents coneixements i disciplines, reuneix professionals arxivers, bibliotecaris, museòlegs i altres especialistes. El patrimoni documental mundial es veu com un “Tot”, és a dir, com el resultat documental de comunitats i cultures que no coincideixen necessàriament amb els Estats actuals. El programa tracta de tot el patrimoni documental al llarg de la història registrada, des dels papirs fins als documents electrònics. No deixa res fora per ser massa antic, hi ha molta consciència de tot el que s'ha perdut, especialment al segle xx, i de la importància d'una intervenció oportuna per protegir el que queda.

## Objectius de la Memòria del Món
El programa Memòria del Món té tres objectius principals:
- Facilitar la preservació del patrimoni documental mundial mitjançant les tècniques adequades.
- Facilitar l'accés universal al patrimoni documental
- Crear consciència arreu del Món de l'existència i la importància del patrimoni documental.

## Preservació del patrimoni documental.
El programa Memòria del Món fomenta la preservació de diferents maneres, entre d'altres, amb la sensibilització, l'ensenyament i la formació. Així, el programa fa servir unes guies de la Memòria del Món sobre normes i pràctiques recomanades proporcionen una informació fonamental. Aquestes guies són “Safeguarding the documentary heritage de George Boston (UNESCO,1998,ref CII/98/WS/4) i, en CD-ROM, Safeguarding our documentary heritage (UNESCO,2000)
Les pràctiques claus per la correcta preservació serien les següents:
- La “bona organització” és una condició prèvia indispensable de la preservació. Depenent del matèria que es tracti pot ser un catàleg, un inventari o altra forma d'enregistrar la forma i el contingut d'una col·lecció.
- Les condicions d'emmagatzemament haurien de prolongar la vida dels suports.
- S'han de fer servir pràctiques i tècniques que frenin els danys que pugui ocasionar la manipulació.
- La transferència de contingut –copiar un document a un altre format diferent- és útil i amb freqüència necessària a efectes d'accés.

## Facilitar l'accés
L'accés permanent és l'objectiu de la preservació, sense l'accés, la preservació no té sentit. Hi ha diferents formes d'accés al patrimoni documental:
- Internet s'està convertint en una eina d'accés molt eficaç que aconsegueix vèncer la distància
- La tecnologia del CD-ROM permet tenir accés a imatges, texts i gràfics numèrics d'una nova forma. Com Internet, el CD-ROM pot reunir col·leccions disperses en un format fàcilment accessible i no requereix una connexió telefònica.
- No hem d'oblidar la importància de l'orientació i l'assessorament que proporciona el personal de les institucions de custòdia, els col·leccionistes i els conservadors. Aquests professionals tenen una visió de conjunt que cap catàleg pot substituir.

## Consciència i sensibilització
El programa Memòria del Món, a escala internacional, aplicarà una estratègia de publicitat i promoció que constarà dels propis registres, la utilització de publicacions de la UNESCO i el suport de personalitats, organismes i ONG que s'identifiquin amb els objectius del Programa. A nivell nacional, és fonamental que els comitès siguin conscients de la importància de la publicitat. En aquest sentit, els mitjans de comunicació tenen molta rellevància, ja que, la inscripció de determinats elements en el Registre, es considera un “orgull patriota”, aconseguir-lo és una gran notícia per un país.
Així mateix, una estudiada exhibició del patrimoni, un cop aconseguit estar en el Registre, és positiu, no només des del punt de vista mediàtic si no també per facilitar l'accés al públic i contribuir a la sensibilització sobre la importància del patrimoni documental i de la seva protecció.

## Funcionament
El Registre de la Memòria del Món va ser creat l'any 1997 i inclou béns documentals de tota classe. Les nominacions han de ser presentades d'acord amb les Directrius elaborades per la UNESCO per Ray Edmonson.

## Inscripció al Registre
Les propostes d'inscripció al Registre poden ser presentades per qualsevol individu o organització, els Governs i les ONG però es donen prioritat a les propostes presentades per Comitès Nacionals o Regionals de la Memòria del Món o, en cas de no existir, les presentades per la Comissió Nacional de la UNESCO. També té prioritat el patrimoni documental que estigui amenaçat. En general, aquestes propostes són dues per país, cada dos anys, ja que el Comité Consultiu Internacional (CCI) o International Advisory Committe (IAC) es reuneix de manera bianual per la selecció dels projectes enomenats.
Els Criteris de selecció per la inscripció en el registre són els següents:
- L'autenticitat dels documents;
- L'element ha de ser d'importància mundial, únic i irreemplaçable
- Ha de demostrar la seva transcendència mundial complint un o més del següents requisits:

- Temps: Hi ha documents que evoquen especialment una època, que pot haver sigut de crisi, de canvi social o cultural significatiu. Un document pot representar un nou descobriment o “ser el primer del seu tipus”.
- Lloc: El lloc de creació del document és un element clau d'interès. Pot contenir informació fonamental sobre una localitat important en la història i la cultura mundial. També la mateixa ubicació pot haver tingut transcendència en els esdeveniments o fenòmens representats en el document. Pot descriure entorns físics, ciutats o institucions desaparegudes des de llavors.
- Persones: El context social i cultural de la seva creació pot reflectir aspectes significatius del comportament humà o les circumstàncies socials, industrials, artístiques o polítiques. Pot captar l'esència de grans moviments, transicions, avanços o regressions. Pot mostrar la influència d'individus o grups clau.
- Tema: El document pot referir-se a fets històrics o intel·lectuals relacionats amb les ciències naturals, socials i humanes, la política, la ideologia, l'esport i l'art.
- Forma i estil: L'element pot tenir un notable valor estètic, estilístic o lingüístic, ser un exemplar típic o clau d'un tipus de presentació, costum o mitjà o d'un suport o format desaparegut o en vies d'extinció. Per exemple, manuscrits medievals, manuscrits en fulles de palmeres, formats de gravacions en vídeo o sonores que ja no es fan servir.

- També es tenen en compte la raresa, la integritat, l'amenaça i l'existència d'un pla de gestió adequat per la preservació i l'accés a l'element.

Així doncs, el Registre Memòria del Món és el repertori del patrimoni documental d'interès universal identificat per l'IAC (International Advisory Committee) durant les seves reunions a Taskent (1997), Viena (1999), Cheongju (2001), Gdańsk (2003), Lijiang (2005), Pretòria (2007) i Bridgetown (2009).
El programa MoW també proposa la creació de Comitès Regionals i Nacionals tenint com a objectiu aconseguir una acció més local. Així, existeixen dos registres Regionals actius, el d'Àsia i Pacífic i el d'Amèrica Llatina i Carib (MOW LAC).

## Alguns documents inclosos al registre
Al registre hi ha documents de temàtica i interès molt diversos. Alguns exemples són els següents:
- A Europa hi podem trobar, per exemple, de Catalunya el Llibre del Sindicat de Remença, d'Espanya, el “Tratado de Tordesillas”, compartit amb Portugal, i les “Capitulaciones de Santa Fe”; de França la “Declaració dels Drets Humans”, les pel·lícules dels germans Lumière, la instauració del sistema mètric decimal, etc. D'Alemanya hi ha, entre d'altres, la simfonia núm. 9 de Beethoven, els documents sonors més antics, gravats per Thomas Alva Edison en cilindres, els contes dels Germans Grimm, la bíblia de Gutenberg i les obres de Goethe i els Arxius Arolsen sobre els crims del nazisme. De Polònia el “Manuscrit de l'obra Mestra de Nicolau Copèrnic De revolutionibus libris ex (1520)” o de Suècia els arxius familiars d'Alfred Nobel”.

- D'Àsia i Pacífic entre d'altres, d'Austràlia, declarat el 2001, el Diari de Navegació de James Cook., de l'Iran el “Manuscrit del segle xiii de Rab I-Rashidi”, del Pakistan els “Papers Quaid-i-Azam” o d'Indonèsia, compartit amb Països Baixos, Sud-àfrica, l'Índia i Sri Lanka, els “Arxius de la Companyia Holandesa de les Índies Orientals”

- D'Amèrica Llatina, de l'Uruguai, declarat el 2003 hi ha la “col·lecció de gravacions originals de Carlos Gardel”, de l'Argentina el “Patrimoni documenal del virregnat del Riu de la Plata” i l'“Herència documental dels Drets Humans durant el període 1976-1983, Arxius per la veritat, la justícia i el record de la repressió del terrorisme d'Estat”, o de Mèxic, entre d'altres, els “Códices de Techialoyan”, “Gramáticas de la lengua española de Frailes Antonio de Nebrija i Juan de Valdés”, la Col·lecció de Códices Mexicanos.

- Dels Estats Àrabs hi ha de l'Aràbia Saudita la “Primera inscripció islàmica (cúfica), datada de l'any 24 de l'Hègira (644 dC), tallada en una roca. D'Egipte la “Memòria del Canal de Suez”, “Les Actes de Sultans i Prínceps” i “Manuscrits perses de el·luminats i il·lustrats”.
- D'Àfrica del Senegal els “Fons de l'Àfrica Occidental Francesa, AOF, de 1895 a 1959”, de Sud-àfrica la “Col·lecció Bleek”, el “Sumari del cas N. 253/1963 de l'Estat contra Nelson Mandela” i la “Col·lecció dels Arxius vius de l'alliberació”
- D'Organitzacions Internacionals, de la Creu Roja Internacional hi ha els “Arxius dels presoners de Guerra, 1914-1923”